# Carepoint
Carepoint A.m.b.a. er en dansk forretningskæde bestående af 30 forretninger, som sælger og reparerer person- og varevogne. De 30 forretninger beskæftiger tilsammen cirka 900 ansatte.
Kæden blev grundlagt den 1. september 2005 af 18 selvstændige forhandlere, som ønskede at gå sammen for at skabe et landsdækkende netværk.
Hovedfokus ligger på de tre primære bilmærker Volkswagen, Škoda og SEAT. Den enkelte butik forhandler som minimum det ene af mærkerne, men kan også sælge andre end de tre mærker.